# Uppsala domprosteri och Vaksala kontrakt
Uppsala domprosteri och Vaksala kontrakt var ett kontrakt inom Svenska kyrkan i Uppsala stift. Det upphörde 31 december 1961, då huvuddelen av kontraktets församlingar övergick i Uppsala kontrakt

## Administrativ historik
Kontraktet bildades 1938 av
Uppsala domprosteri med
- Bondkyrka församling som 1947 namnändrades till Helga Trefaldighets församling
- Uppsala församling som vid upplösningen av kontraktet 1962 namnändrades till Uppsala domkyrkoförsamling
- Börje församling som vid upplösningen av kontraktet 1962 övergick i Norunda kontrakt

Vaksala kontrakt med
- Vaksala församling
- Danmarks församling
- Gamla Uppsala församling
- Ärentuna församling som tillfördes 1 maj 1924 från Norunda kontrakt som vid upplösningen av kontraktet 1962 övergick i Norunda kontrakt
- Lagga församling som vid upplösningen av kontraktet 1962 övergick i Sigtuna kontrakt
- Östuna församling som vid upplösningen av kontraktet 1962 övergick i Sigtuna kontrakt
- Funbo församling
- Rasbo församling som vid upplösningen av kontraktet 1962 övergick i Norunda kontrakt
- Rasbokils församling som vid upplösningen av kontraktet 1962 övergick i Norunda kontrakt